# Municipio de Magnolia (Illinois)
El municipio de Magnolia (en inglés: Magnolia Township) es un municipio ubicado en el condado de Putnam en el estado estadounidense de Illinois. En el año 2010 tenía una población de 1066 habitantes y una densidad poblacional de 9,48 personas por km².

## Geografía
Según la Oficina del Censo de los Estados Unidos, el municipio tiene una superficie total de 112.39 km², de la cual 109,46 km² corresponden a tierra firme y (2,61 %) 2,93 km² es agua.

## Demografía
Según el censo de 2010, había 1066 personas residiendo en el municipio de Magnolia. La densidad de población era de 9,48 hab./km². De los 1066 habitantes, el municipio de Magnolia estaba compuesto por el 97,94 % blancos, el 0,19 % eran afroamericanos, el 0,09 % eran asiáticos, el 0,09 % eran isleños del Pacífico, el 0,66 % eran de otras razas y el 1,03 % eran de una mezcla de razas. Del total de la población el 2,44 % eran hispanos o latinos de cualquier raza.